# Dan Adkins
Dan Adkins est un dessinateur américain de bandes dessinées né le 15 mars 1937 à Midkiff en Virginie-Occidentale et mort le 8 mai 2013, à Reading en Pennsylvanie.

## Biographie
Adkins commence sa carrière professionnelle dans la bande dessinée après une expérience de plusieurs années comme illustrateur pour différents magazines. Ses premiers travaux dans les comics sont pour Tower Comics, pour la revue T.H.U.N.D.E.R. Agents. En fait, Dan n’est même pas employé par la maison d’édition puisque c’est l’un des collaborateurs directs de Wallace Wood. C’est au cours de cette collaboration que Dan travaille également sur les scénarios de Wallace Wood tout en proposant de nouvelles idées. C’est à lui par exemple qu’on doit la mort de Menthor.
Après 16 mois de collaboration avec Wood, Adkins travaille pour quasiment tous les éditeurs de l’époque. Son nom figure dans différentes histoires publiées dans Creepy et Eerie, pour Charlton Comics, chez DC Comics, Marvel pour lequel il réalise de nombreuses couvertures. Pour cet éditeur, il succède à Marie Severin au dessin sur Docteur Strange à partir du no 161 et ce jusqu'au no 172 où il est remplacé par Gene Colan.

## Récompense posthume
- 2019 : Temple de la renommée Joe Sinnott, pour l'ensemble de son œuvre d'encreur[6]